# شبكة خصومية توليدية
شبكات الخصومة التوليدية ( GAN ) أو الشبكات التوليدية التنافسية هي نوع من شبكات التعلم الآلي التي اخترعها إيان جودفيلو وزملاؤه في عام 2014. تتنافس شبكتان عصبيتان مع بعضهما في لعبة (بمعنى نظرية اللعبة ، غالبًا ولكن ليس دائمًا في شكل لعبة محصلتها صفر ) الهدف منها التدرب على إنشاء بيانات مفبركة مشابهة للبيانات الحقيقية، يصعب على مراقب بشري أو آلي التفريق بينهما.
تتعلم هذه التقنية إنشاء بيانات جديدة بنفس الخصائص الإحصائية لمجموعة التدريب. على سبيل المثال ، يمكن لـ GAN المُدرَّب على الصور الفوتوغرافية إنشاء صور جديدة تبدو حقيقية للمراقبين البشريين ، ولها العديد من الخصائص الواقعية.
على الرغم من أنه تم اقتراحه في الأصل كشكل من أشكال النموذج التوليدي للتعلم غير الخاضع للرقابة ، فقد أثبتت شبكات GAN أيضًا أنها مفيدة للتعلم شبه الخاضع للإشراف ، التعلم الخاضع للإشراف الكامل ،  والتعلم المعزز . في ندوة عام 2016 ، وصف خبير الذكاء الاصطناعي يان لوكون شبكات GAN بأنها «أروع فكرة في ميدان التعلم الآلي في السنوات العشرين الماضية».

## طريقة
تتكون شبكة الخصومة التوليدية من مكونين: شبكة توليدية و شبكة تمييزية
انطلاقا من مصفوفة من الأرقام العشوائية، تتولى الشبكة التوليدية إنشاء بيانات جديدة عبر عدد من التحويلات

بينما يكون دور الشبكة التمييزية، هو التمييز بين البيانات الحقيقية و البيانات المفبركة التي تنتجها الشبكة التوليدية
يتم تدريب الشبكة التوليدية الخصومية على
أولا، يتم إنشاء حزمة من البيانات المفبركة من طرف الشبكة التوليدية
بعد ذلك، يتم إضافة هذه البيانات المفبركة إلى عدد مماثل من البيانات الحقيقية، و عرضها على الشبكة التمييزية للتدريب لهدف تقوية قدراتها على التفريق بين البيانات الحقيقية و المفبركة
في خطوة ثالثة، يتم تدريب الشبكة التوليدية ذاتها على تحسين إنتاج بيانات مفبركة من أجل خداع الشبكة التمييزية
و يتم بعد ذلك إعادة هاته الخطوات الثلاث عددا من الأحقاب: تتحسن في كل حقبة قدرة الشبكة التمييزية على التفريق بين البيانات الحقيقية و المفبركة، و في نفس الوقت تتحسن قدرة الشبكة التوليدية على إنتاج بيانات مشابهة للبيانات الحقيقية تستطيع خداع الشبكة التمييزية.

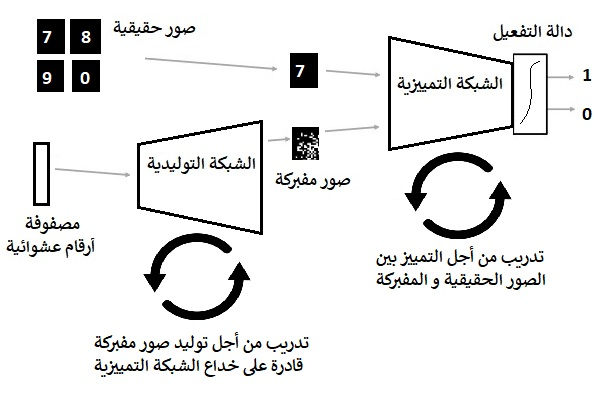
Image: 500 pixels

يتم برمجة عدد كبير من الأحقاب التدريبية إلى أن يصبح من الصعب على أي مراقب بشري التفريق بين البيانات الحقيقية و البيانات المفبركة من طرف الشبكة

## التطبيقات
ازداد عدد تطبيقات GAN بصورة كبيرة في الآونة الأخيرة.

### الموضة والفنون والإعلان
يمكن استخدام GANs لإنشاء صور لنماذج الأزياء الخيالية ، دون الحاجة إلى استئجار عارض أزياء أو مصور فوتوغرافي أو فنان ماكياج أو الدفع مقابل الاستوديو والنقل. يمكن استخدام GANs لإنشاء حملات إعلانية للأزياء بما في ذلك مجموعات متنوعة من النماذج ، مما قد يزيد من الرغبة في الشراء بين الأشخاص الذين يشبهون النماذج. يمكن أيضًا استخدام GANs لإنشاء صور شخصية ومناظر طبيعية وأغلفة ألبوم .

### علوم
يمكن لـ GANs تحسين الصور الفلكية  ومحاكاة عدسة الجاذبية لأبحاث المادة المظلمة. تم استخدامها في عام 2019 لنمذجة توزيع المادة المظلمة بنجاح في اتجاه معين في الفضاء والتنبؤ بالعدسة الجاذبية التي ستحدث.
تم اقتراح GANs كطريقة سريعة ودقيقة لنمذجة تشكيل نفاثات عالية الطاقة  ونمذجة صبيب الجسيمات الدقيقة من خلال أجهزة قياس السعرات الحرارية للتجارب الفيزيائية عالية الطاقة . وقد تم تدريب GANs أيضًا على إصدار تقريبات دقيقة لتجارب فيزياء الجسيمات. أظهرت التطبيقات في سياق تجارب CERN الحالية والمقترحة إمكانات هذه الأساليب لتسريع المحاكاة و / أو تحسين دقة المحاكاة.

### ألعاب إلكترونية
في عام 2018 ، وصلت GANs إلى مجتمع تعديل ألعاب الفيديو ، كطريقة لرفع مستوى القوام ثنائي الأبعاد منخفض الدقة في ألعاب الفيديو القديمة عن طريق إعادة إنشائها بدقة دقة عرض 4 كيلو بكسل أو أعلى  و القيام بعد ذلك بعملية اختزال لاحترام القوام الأصلي للعبة.
من خلال التدريب المناسب ، توفر شبكات GAN مقاييس صورة أكثر وضوحًا و مادة ثنائية الأبعاد أعلى جودة من الصورة الأصلية ، مع الاحتفاظ تمامًا بمستوى التفاصيل والألوان وما إلى ذلك . تتضمن الأمثلة المعروفة لاستخدام GAN المكثف في الألعاب: Final Fantasy VIII وFinal Fantasy IX وResident Evil REmake HD Remaster و Max Payne .

### مخاوف بشأن التطبيقات الضارة

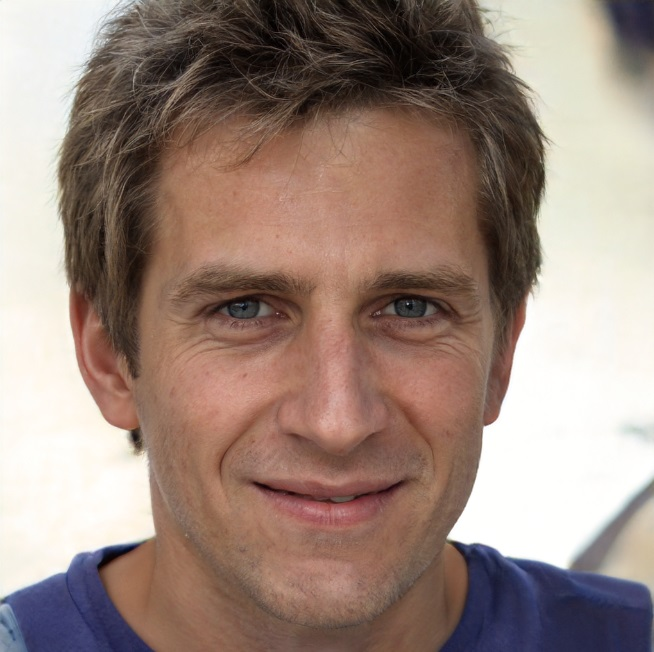
هذا الشخص غير موجود في الحقيقة. هذه الصورة لشخص وهمي أنشأتها شبكة خصومة توليدية من نوع StyleGAN2

وقد أثيرت مخاوف بشأن الاستخدام المحتمل لتجميع الصور البشرية القائمة على GAN لأغراض شريرة ، على سبيل المثال ، لإنتاج صور ومقاطع فيديو مزيفة ، وربما لأهداف إجرامية. يمكن استخدام GANs لإنشاء صور ملف تعريف فريدة وواقعية للأشخاص غير الموجودين ، من أجل إنشاء ملفات تعريف وهمية لوسائل التواصل الاجتماعي بطريقة آلية.
في عام 2019 ، نظرت ولاية كاليفورنيا  وأقرت في 3 أكتوبر 2019 مشروع القانون AB-602 ، الذي يحظر استخدام تقنيات تركيب الصور البشرية لإنتاج مواد إباحية مزيفة دون موافقة الأشخاص الذين تم تصويرهم ، مرسوم AB-730 ، والذي يحظر توزيع مقاطع الفيديو التي يتم التلاعب بها لمرشح سياسي في غضون 60 يومًا من الانتخابات. وقد قام بتأليف كلا المشروعين عضو الجمعية مارك برمان ووقعه الحاكم جافين نيوسوم . ستدخل القوانين حيز التنفيذ في عام 2020.
يدرس برنامج التحليل الجنائي للوسائط DARPA طرق مواجهة الوسائط المزيفة ، بما في ذلك الوسائط المزيفة التي يتم إنتاجها باستخدام GANs.

### تطبيقات متنوعة
يمكن استخدام GAN للكشف عن صور مرض الزرق العيني التي تساعد على التشخيص المبكر وهو أمر ضروري لتجنب فقدان الرؤية الجزئي أو الكلي.
يمكن استخدام GANs التي تنتج الصور الواقعية لتصور التصميم الداخلي ، والتصميم الصناعي ، والأحذية ،  الحقائب ، وعناصر الملابس أو عناصر لمشاهد ألعاب الكمبيوتر .   يتم استخدام هذا النوع من الشبكات من طرف Facebook .
يمكن لـ GANs إعادة بناء نماذج ثلاثية الأبعاد للكائنات من الصور ،  وأنماط نماذج الحركة في الفيديو.
يمكن استخدام GANs لتشييخ صور الوجه لإظهار كيف يمكن أن يتغير مظهر الفرد مع تقدم العمر.
يمكن أيضًا استخدام GANs لنقل أنماط الخريطة في رسم الخرائط  أو زيادة صور التجوّل الافتراضي.
يتم استخدام مجموعة متنوعة من GANs في تدريب شبكة لتوليد مدخلات التحكم المثلى للأنظمة الديناميكية غير الخطية. حيث تُعرف الشبكة التمييزية بالناقد الذي يتحقق من أمثلية الحل وتعرف الشبكة التوليدية بالشبكة التكيفية التي تولد التحكم الأمثل. يتدرب كل من الشبكة النقدية والشبكة التكيفية على بعضهما لتقريب التحكم الأمثل غير الخطي.
تم استخدام GANs لتصور تأثير تغير المناخ.
يمكن لنموذج GAN المسمى Speech2Face إعادة بناء صورة لوجه الشخص بعد الاستماع إلى صوته.
في عام 2016 ، تم استخدام GANs لتوليد جزيئات جديدة لمجموعة متنوعة من أهداف البروتين المتورطة في السرطان والالتهاب والتليف. في عام 2019 ، تم التحقق من صحة الجزيئات المولدة من GAN تجريبًا على الفئران.